# Berezowa Łuka
Berezowa Łuka (ukr. Березова Лука) – wieś na Ukrainie, w obwodzie połtawskim, w rejonie myrhorodzkim. W 2001 liczyła 1305 mieszkańców, wśród których 1286 jako ojczysty język wskazało ukraiński, a 19 rosyjski.

## Urodzeni
- Petro Diaczenko
- Petro Mykołenko